# 小行星4470
小行星4470（英語：4470 Sergeev-Censkij）是一颗围绕太阳公转的小行星。1978年8月31日，尼古拉·切爾尼赫在克里米亚发现了此天体。
这颗小行星的绝对星等为201.67752等。